# Моруц (Бистрица-Насауд)
Моруц (рум. Moruț) насеље је у Румунији у округу Бистрица-Насауд у општини Матеј. Oпштина се налази на надморској висини од 354 m.

## Становништво
Према подацима из 2002. године у насељу је живело 259 становника.

### Попис2002.
| Расподела становништва по националности 2002.‍ | Расподела становништва по националности 2002.‍ | Расподела становништва по националности 2002.‍ | Расподела становништва по националности 2002.‍ | Расподела становништва по националности 2002.‍ |
| --------------------------------------------- | --------------------------------------------- | --------------------------------------------- | --------------------------------------------- | --------------------------------------------- |
|                                               |                                               |                                               |                                               |                                               |
| Румуни                                        | Румуни                                        |                                               | 147                                           | 56,8%                                         |
| Мађари                                        | Мађари                                        |                                               | 25                                            | 9,7%                                          |
| Роми                                          | Роми                                          |                                               | 57                                            | 22,0%                                         |
| Немци                                         | Немци                                         |                                               | 30                                            | 11,6%                                         |